# 광영동
광영동(廣英洞)은 대한민국 전라남도 광양시의 동이다.

## 개요
광영동은 광양시의 동쪽에 위치하고 있으며, 초창기 광양시 발전의 초석이 되었으며, 현재는 광양시 상권 중심지의 하나로서 서비스업의 요충지이다. 광양의 명산인 가야산이 자리하고 있어 시민들에게 쾌적한 환경은 물론 산책로를 제공하고 있다.

## 교육
- 광영초등학교
- 가야초등학교
- 광영중학교
- 광영고등학교

## 아파트
| 단지명                     | 건설사                 | 시행사                        | 주소          | 입주       | 비고 |
| -------------------------- | ---------------------- | ----------------------------- | ------------- | ---------- | ---- |
| 가야산 한라비발디 프리미어 | 에이치엘디앤아이한라㈜ | ㈜아시아신탁 ㈜아이에스디앤씨 | 가야로 322-25 | 2023년 8월 |      |